# MTV (Portugal)
MTV Portugal est une chaîne de télévision portugaise de base par câble, satellite et IPTV diffusant des clips musicaux et du divertissement. Elle est disponible chez les 4 opérateurs nationaux au Portugal.
La chaîne est également diffusée en Afrique, en Angola et au Mozambique.

## Historique
MTV Portugal a été lancé le 3 juillet 2003.
Au début, la chaîne diffusait principalement de la musique mais elle s'est peu à peu tournée vers la téléréalité.
En 2012, MTV Portugal a produit le programme MTV VJ Casting, qui visait à trouver de nouveaux VJ pour la chaîne. Le programme a été diffusé dans dix villes différentes : Almada, Aveiro, Coimbra, Faro, Funchal, Guimarães, Lisbonne, Montijo, Sintra et Viseu. La grande gagnante a été Ana Sofia Martins.
La chaine diffuse Tomorrowland en direct.

## Identité visuelle (logo)

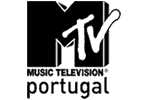
Logo de MTV Portugal depuis ses débuts en 2003
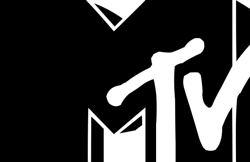
Logo de MTV Portugal depuis le 1er juillet 2010
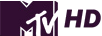
Logo de MTV Portugal HD (disponible chez les 4 opérateurs sur le câble, fibre et ADSL)
Nouveau logo de MTV Portugal depuis le 2021.